# La Neuveville (huyện)
La Neuveville là huyện cũ nói tiếng Pháp của Bernese Jura ở bang Bern với thủ phủ là La Neuveville. Dân số thời điểm năm 2004 khoảng 6.083 người. Từ 1 tháng 1 năm 2010, quyền địa vị hành chính của La Neuveville được chuyển cho Bernese Jura.
| Đô thị        | Dân số (2004) | Diện tích (km²) |
| ------------- | ------------- | --------------- |
| Diesse        | 442           | 9,44            |
| Lamboing      | 630           | 9,10            |
| La Neuveville | 3420          | 6,80            |
| Nods BE       | 697           | 26.70           |
| Prêles        | 894           | 6,98            |